# ریکو (بازیکن فوتبال)
ریکو (پرتغالی: Rico؛ زادهٔ ۴ آوریل ۱۹۸۱) بازیکن فوتبال در پست مهاجم اهل برزیل است.

## باشگاهی
از باشگاه‌هایی که در آن بازی کرده‌است می‌توان به باشگاه فوتبال سنترو اسپورتیوو آلاگوانو، باشگاه فوتبال گرمیو، باشگاه فوتبال هجر عربستان سعودی، باشگاه ورزشی المحرق، باشگاه ورزشی الرفاع، باشگاه فوتبال منامه، باشگاه فوتبال کریسیوما، و باشگاه فوتبال سائو پائولو اشاره کرد.